# Attje Kuiken

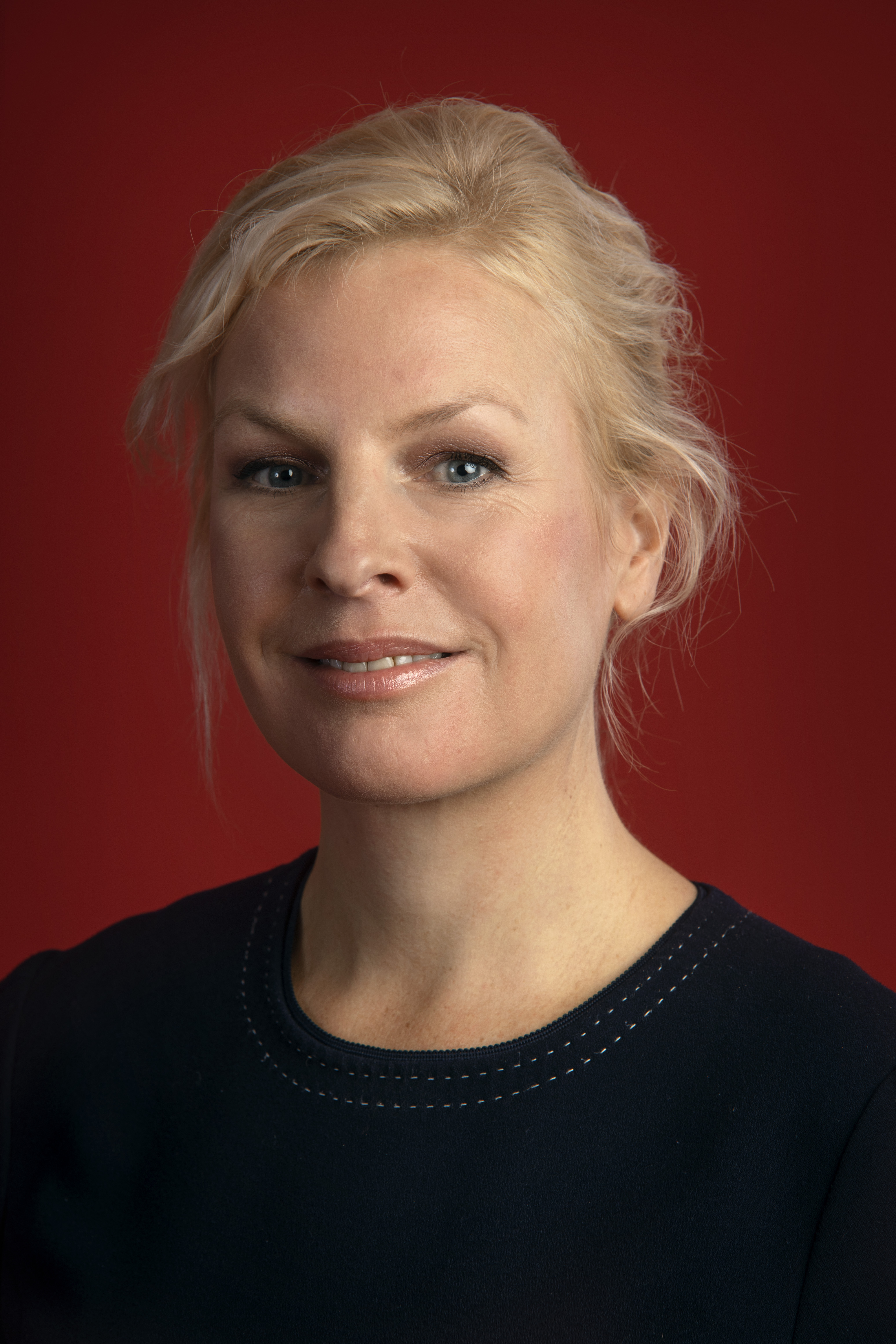
Attje Kuiken (8. November 2020)

Attje Harma Kuiken (* 27. Oktober 1977 in Groningen) ist eine niederländische Politikerin der Partei der Arbeit PvdA (Partij van de Arbeid) sowie seit 2023 des Wahlbündnisses GroenLinks-PvdA, die unter anderem von 2006 bis 2023 Mitglied der Zweiten Kammer der Generalstaaten war. Sie war von 2016 bis 2017 sowie von 2022 bis 2023 erneut Vorsitzende der Fraktion der PvdA in der Zweiten Kammer sowie zudem von 2022 bis 2023 auch Politische Führerin der PvdA.

## Leben
Attje Harma Kuiken wurde von ihrer Mutter großgezogen, nachdem ihr Vater ihre Mutter verlassen hatte, als diese schwanger war. Sie wuchs in Hoogezand-Sappemeer und besuchte von 1990 bis 1996 das Dockinga College in Dokkum. Im Anschluss absolvierte sie von 1996 bis 1999 ein Studium der Fächer öffentliche Verwaltung und Regierungsmanagement an der Thorbecke Academie in Leeuwarden sowie von 2000 bis 2006 ein postgraduales Studium der Fächer Politik- und Organisationswissenschaften an der Universität Tilburg. Zugleich war sie von 2001 bis 2002 politische Juniormitarbeiterin in der Direktion Katastrophenmanagement und Brandschutz der Generaldirektion Sicherheit des Ministeriums für Inneres und Königreichsbeziehungen und trat 2002 der Partei der Arbeit PvdA (Partij van de Arbeid) als Mitglied bei. Im Anschluss war sie von 2002 bis 2004 Projektleiterin für Risikopolitik der Direktion Katastrophenmanagement und Brandschutz der Generaldirektion Sicherheit des Ministeriums für Inneres und Königreichsbeziehungen beziehungsweise von 2004 bis Januar 2006 politische Mitarbeiterin für Integrierte Sicherheitspolitik der Direktion Strategie dieser Generaldirektion, ehe sie von Januar bis November 2006 Chefin des Stabsbüros der Direktion Strategie war.
Am 30. November 2006 wurde Attje Kuiken erstmals Mitglied der Zweiten Kammer der Generalstaaten (Tweede Kamer der Staten-Generaal) und gehörte dieser bis zum 6. Dezember 2023 an, wobei sie auf der Grundlage von Artikel X 10 des Wahlgesetzes (Kieswet) vom 19. Januar bis am 11. Mai 2010 als Abgeordnete vorübergehend durch Saskia Laaper ersetzt wurde. Sie war Sprecherin für Asyl, Migration und Verkehr und außerdem Vorsitzende des temporären Ausschusses zur Untersuchung von Schieneninstandhaltung und -innovation. Am 9. März 2011 wurde sie Mitglied der Taskforce gegen häusliche Belästigung. Bei der Wahl für eine neue Fraktionssekretärin 2014 unterlag sie Khadija Arib. In ihrer späteren parlamentarischen Mitgliedschaft war sie unter anderem in den Bereichen Gesundheitswesen und allgemeine Angelegenheiten sowie Königreichsbeziehungen tätig und fungierte vom 1. Februar 2016 bis am 2. Dezember 2019 als Mitglied im Aufsichtsrat der Stiftung Allgemeinmedizinische Stellen in Westbrabant. Sie war als Nachfolgerin von Diederik Samsom vom 12. Dezember 2016 bis zu ihrer Ablösung durch Lodewijk Asscher am 17. März 2017 erstmals Vorsitzende der Fraktion der PvdA in der Zweiten Kammer. Am 1. Juni 2018 wurde sie Mitglied des Beirats Persönlicher Führungskurs im öffentlichen Bereich von MW&V und Trainerin in diesem Kurs.
2021 übernahm Attje Kuiken die Verteidigung eines von Lilianne Ploumen eingereichten Gesetzesentwurfs zur Registrierung von Transaktionen im Gesundheitswesen (Wet transparantieregister zorg). Ebenfalls 2021 legte sie zusammen mit sechs anderen (CU, CDA, GroenLinks, SGP, SP und 50PLUS) und Joël Voordewind als Erstunterzeichner einen Initiativentwurf zur integrierten Suizidprävention vor. Sie war vom 8. Februar bis am 28. September 2022 Vorsitzende des Ständigen Ausschusses der Zweiten Kammer für Inneres (Vaste commissie voor Buitenlandse Zaken) und zugleich mit Daan de Neef von der VVD und Lisa Westerveld von GroenLinks von 2022 bis zum 6. Dezember 2023 Berichterstatterin der Zweiten Kammer für Jugendbetreuung.

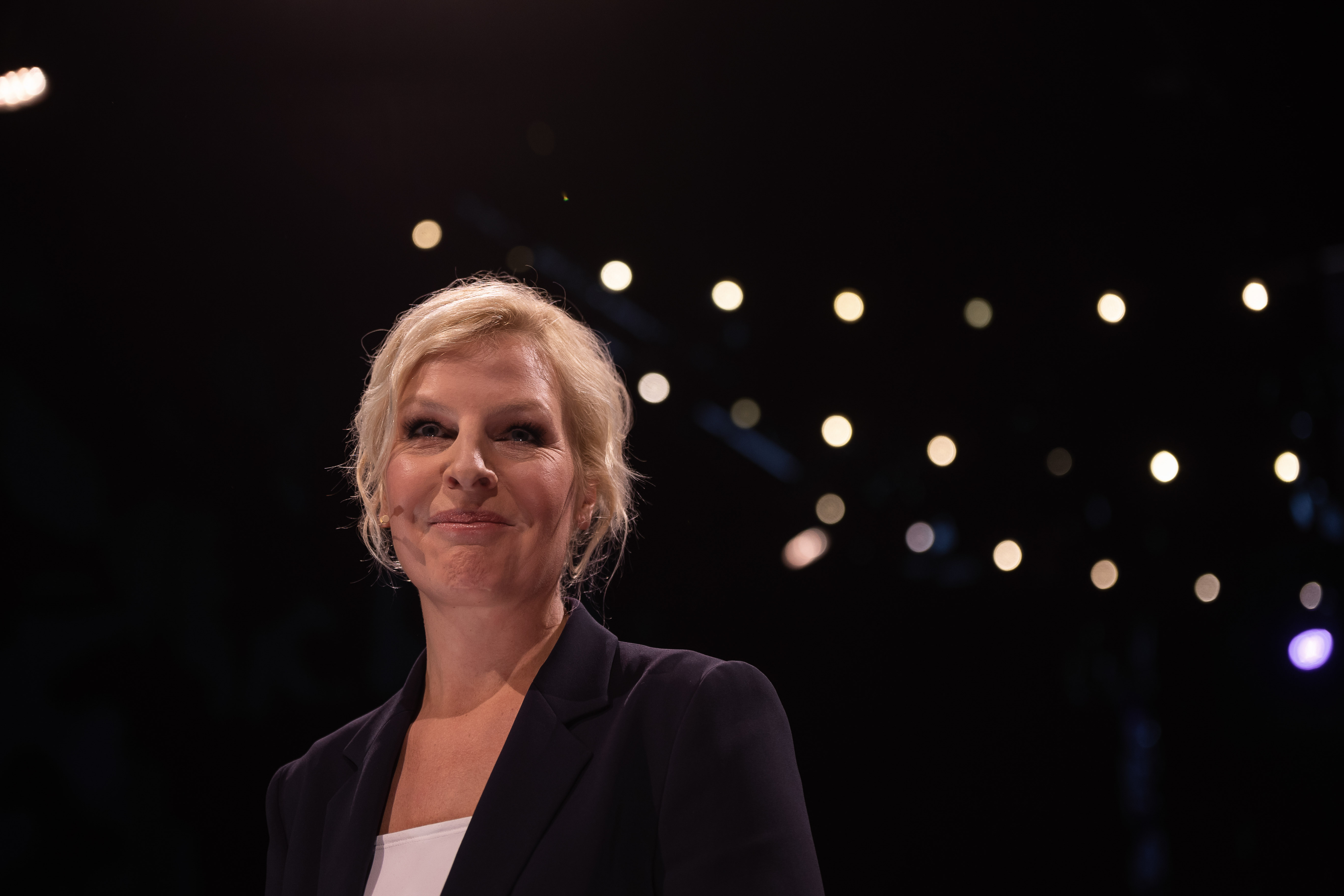
Attje Kuiken auf dem Parteitag der Partij van de Arbeid (6. Februar 2023)

Am 22. April 2022 übernahm Attje Kuiken als Nachfolgerin von Lilianne Ploumen erneut die Funktion als Vorsitzende der PvdA-Fraktion und behielt diese bis zum 27. Oktober 2023, woraufhin Jesse Klaver Vorsitzender der gemeinsamen Fraktion des Wahlbündnisses GroenLinks-PvdA wurde. Zugleich wurde sie 2022 Nachfolgerin von Lilianne Ploumen auch politische Führerin der PvdA und behielt dieses Parteiamt bis zu ihrer Ablösung durch Frans Timmermans, der politischer Führer des Wahlbündnisses GroenLinks-PvdA wurde. 2022 war sie Mitunterstützerin eines letztlich verabschiedeten Initiativgesetzes der Democraten 66 (D66) zur Abschaffung der obligatorischen Mindestüberlegungsfrist für einen Schwangerschaftsabbruch. 2022 wurde ein von ihr gegen Minister Hugo de Jonge eingereichter Misstrauensantrag abgelehnt. Dem Minister wurde vorgeworfen, die Zweite Kammer falsch über seine Beteiligung als Minister für Gesundheit, Soziales und Sport am sogenannten „Gesichtsmasken-Deal“ (Mondkapjesdeal) im Jahr 2020 informiert zu haben. Der Antrag erhielt Unterstützung von PvdA, GroenLinks, SP, PVV, PvdD, FVD, DENK, Volt, BBB, Groep Van Haga, JA21 und dem Abgeordneten Pieter Omtzigt. Nach der Bildung der GroenLinks-PvdA-Fraktion am 27. Oktober 2023 wurde sie deren Mitglied und gehörte dieser bis zu ihrem Ausscheiden aus der Zweiten Kammer am 6. Dezember 1923 an.
Attje Kuiken verzichtete auf eine erneut Kandidatur bei der Wahl am 22. November 2023 und schied am 6. Dezember 2023 aus der Zweiten Kammer der Generalstaaten aus. Bei ihrem Ausscheiden wurde sie zum Ritter des Ordens von Oranien-Nassau ernannt.